# Tashkent Open
Tashkent Open – kobiecy turniej tenisowy kategorii WTA International Series zaliczany do cyklu WTA Tour. Rozgrywany na kortach twardych we uzbeckim Taszkencie od 1999 roku do 2019 turniej rangi WTA International Series natomiast od 2020 roku rangi WTA 125K series.

## Mecze finałowe

### gra pojedyncza
| Rok  | Zwyciężczyni           | Finalistka          | Wynik            |
| 2019 | Alison Van Uytvanck    | Sorana Cîrstea      | 6:2, 4:6, 6:4    |
| 2018 | Margarita Gasparian    | Anastasija Potapowa | 6:2, 6:1         |
| 2017 | Kateryna Bondarenko    | Tímea Babos         | 6:4, 6:4         |
| 2016 | Kristýna Plíšková      | Nao Hibino          | 6:3, 2:6, 6:3    |
| 2015 | Nao Hibino             | Donna Vekić         | 6:2, 6:2         |
| 2014 | Karin Knapp            | Bojana Jovanovski   | 6:2, 7:6(4)      |
| 2013 | Bojana Jovanovski      | Wolha Hawarcowa     | 4:6, 7:5, 7:6(3) |
| 2012 | Irina-Camelia Begu     | Donna Vekić         | 6:4, 6:4         |
| 2011 | Ksienija Pierwak       | Eva Birnerová       | 6:3, 6:1         |
| 2010 | Ałła Kudriawcewa       | Jelena Wiesnina     | 6:4, 6:4         |
| 2009 | Szachar Pe’er          | Akgul Amanmuradova  | 6:3, 6:4         |
| 2008 | Sorana Cîrstea         | Sabine Lisicki      | 2:6, 6:4, 7:6(4) |
| 2007 | Pauline Parmentier     | Wiktoryja Azaranka  | 7:5, 6:2         |
| 2006 | Sun Tiantian           | Iroda Tulyaganova   | 6:2, 6:4         |
| 2005 | Michaëlla Krajicek     | Akgul Amanmuradova  | 6:0, 4:6, 6:3    |
| 2004 | Nicole Vaidišová       | Virginie Razzano    | 5:7, 6:3, 6:2    |
| 2003 | Virginia Ruano Pascual | Saori Obata         | 6:2, 7:6(2)      |
| 2002 | Marie-Gaïané Mikaelian | Tacciana Puczak     | 6:4, 6:4         |
| 2001 | Bianka Lamade          | Seda Noorlander     | 6:3, 2:6, 6:2    |
| 2000 | Iroda Tulyaganova      | Francesca Schiavone | 6:3, 2:6, 6:3    |
| 1999 | Anna Smasznowa         | Laurence Courtois   | 6:3, 6:3         |

### gra podwójna
| Rok  | Zwyciężczynie                                 | Finalistki                                | Wynik             |
| 2019 | Hayley Carter Luisa Stefani                   | Dalila Jakupović Sabrina Santamaria       | 6:3, 7:6(4)       |
| 2018 | Olga Danilović Tamara Zidanšek                | Irina-Camelia Begu Raluca Olaru           | 7:5, 6:3          |
| 2017 | Tímea Babos Andrea Hlaváčková                 | Nao Hibino Oksana Kalasznikowa            | 7:5, 6:4          |
| 2016 | Raluca Olaru İpek Soylu                       | Demi Schuurs Renata Voráčová              | 7:5, 6:3          |
| 2015 | Margarita Gasparian Aleksandra Panowa         | Wiera Duszewina Kateřina Siniaková        | 6:1, 3:6, 10–3    |
| 2014 | Aleksandra Krunić Kateřina Siniaková          | Margarita Gasparian Aleksandra Panowa     | 6:2, 6:1          |
| 2013 | Tímea Babos Jarosława Szwiedowa               | Wolha Hawarcowa Mandy Minella             | 6:3, 6:3          |
| 2012 | Paula Kania Palina Piechawa                   | Anna Czakwetadze Wiesna Dołonc            | 6:2, krecz        |
| 2011 | Eleni Daniilidu Witalija Djaczenko            | Ludmyła Kiczenok Nadija Kiczenok          | 6:4, 6:3          |
| 2010 | Aleksandra Panowa Tacciana Puczak             | Alexandra Dulgheru Magdaléna Rybáriková   | 6:3, 6:4          |
| 2009 | Wolha Hawarcowa Tacciana Puczak               | Witalija Djaczenko Kaciaryna Dziehalewicz | 6:2, 7:6(1), 10–8 |
| 2008 | Raluca Olaru Olha Sawczuk                     | Nina Bratczikowa Kathrin Wörle            | 5:7, 7:5, 10–7    |
| 2007 | Kaciaryna Dziehalewicz Anastasija Jakimawa    | Tacciana Puczak Anastasija Rodionowa      | 2:6, 6:4, 10–7    |
| 2006 | Wiktoryja Azaranka Tacciana Puczak            | Maria Elena Camerin Emmanuelle Gagliardi  | walkower          |
| 2005 | Émilie Loit Maria Elena Camerin               | Anastasija Rodionowa Galina Woskobojewa   | 6:3, 6:0          |
| 2004 | Adriana Serra Zanetti Antonella Serra Zanetti | Marion Bartoli Mara Santangelo            | 1:6, 6:3, 6:4     |
| 2003 | Tacciana Puczak Julija Bejhelzimer            | Li Fang Sun Tiantian                      | 6:3, 7:6(0)       |
| 2002 | Tacciana Puczak Tetiana Perebyjnis            | Mia Buric Galina Fokina                   | 7:5, 6:2          |
| 2001 | Patricia Wartusch Petra Mandula               | Tacciana Puczak Tetiana Perebyjnis        | 6:1, 6:4          |
| 2000 | Li Na Li Ting                                 | Iroda Tulyaganova Anna Zaporożanowa       | 3:6, 6:2, 6:4     |
| 1999 | Patricia Wartusch Jewgienija Kulikowska       | Eva Bes Gisela Riera                      | 7:6(3), 6:0       |